# Список об'єктів реєстру «Пам'ять світу» в Європі й Північній Америці
Список об'єктів реєстру «Пам'ять світу» в Європі й Північній Америці — список визначних об'єктів культурної спадщини світового значення, що входять до реєстру ЮНЕСКО «Пам'ять світу» для регіону «Європа та Північна Америка».

## Список за країнами

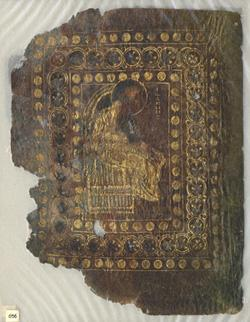
Бератський кодекс — унціальний рукопис VI століття грецькою мовою, що містить тексти Євангелія.

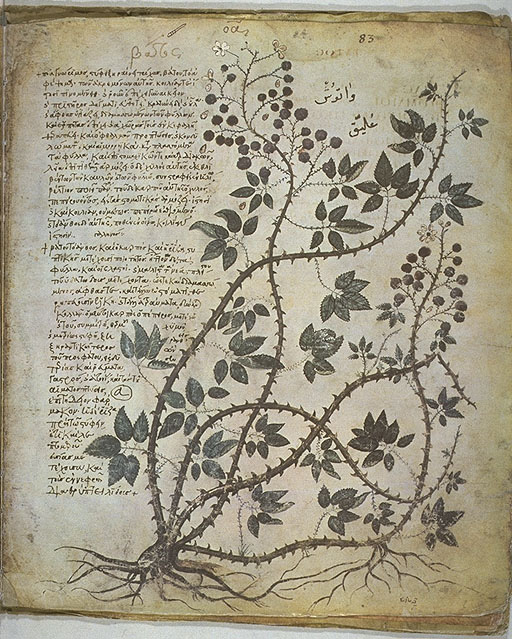
Австрійський Віденський Діоскорид вважається одним з найважливіших фармацевтичних джерел Стародавнього світу, він використовувався як словник практикуючих лікарів у часи середньовіччя, Ренесансу та наступних століть.

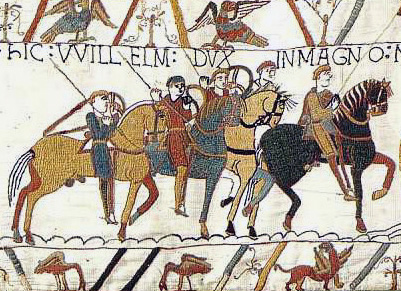
Французький «Гобелен з Байо» - це своєрідна вишита скатертина розміром 50 см на 70 м, яка розповідає про події, що передують Норманському завоюванню Англії, а також про саме завоювання.

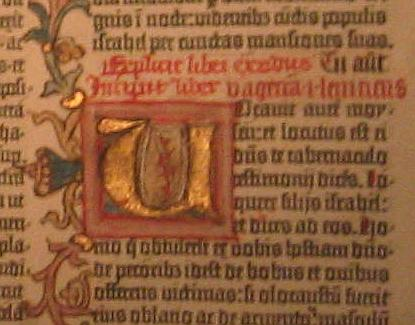
Німецька 42-сторінкова Біблія Гутенберга — перша книга надрукована в Європі за допомогою набірного шрифту.

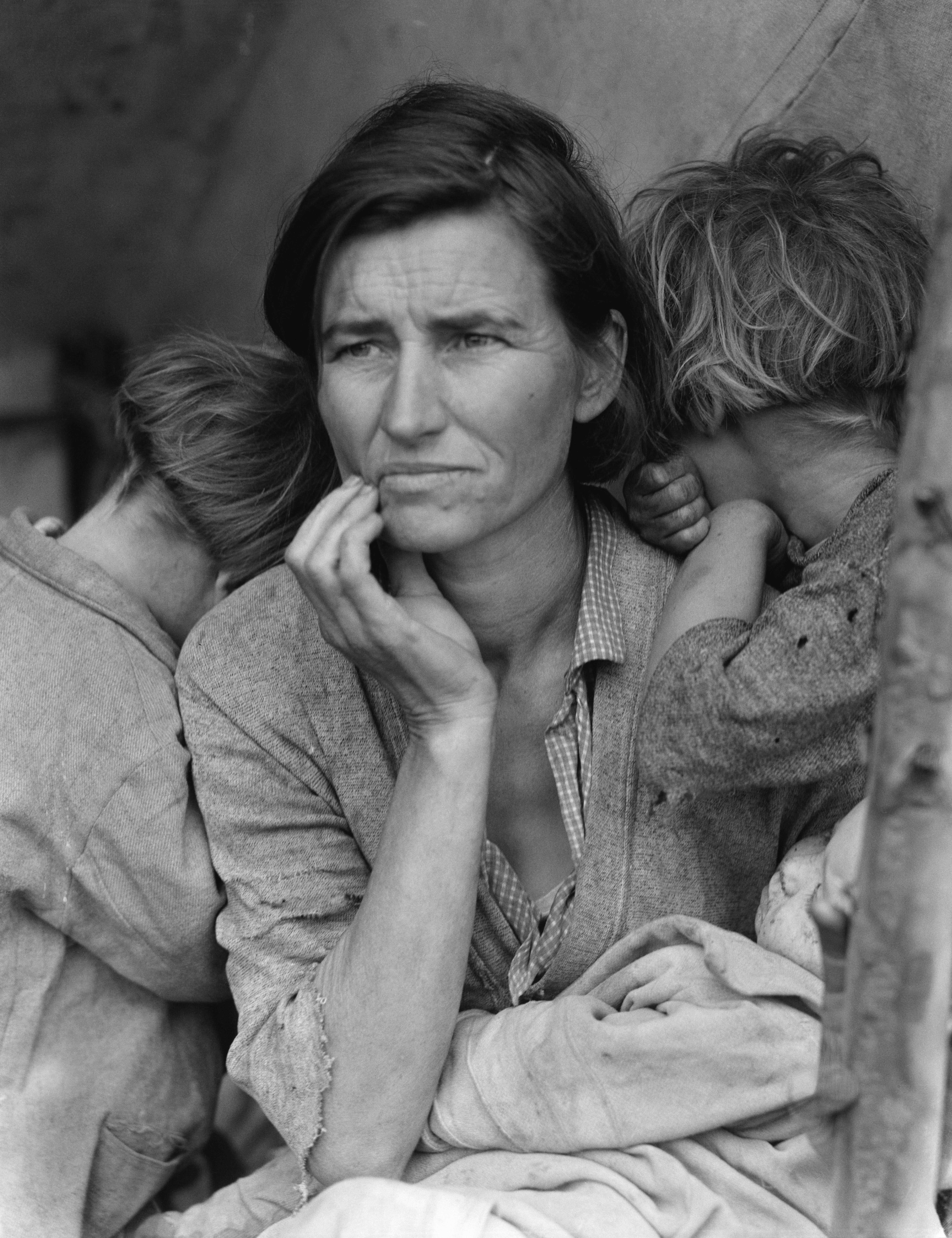
Постійна експозиція «The Family of Man» в Люксембурзі, вважається «найбільшим з будь-коли реалізованих фотопроектов».

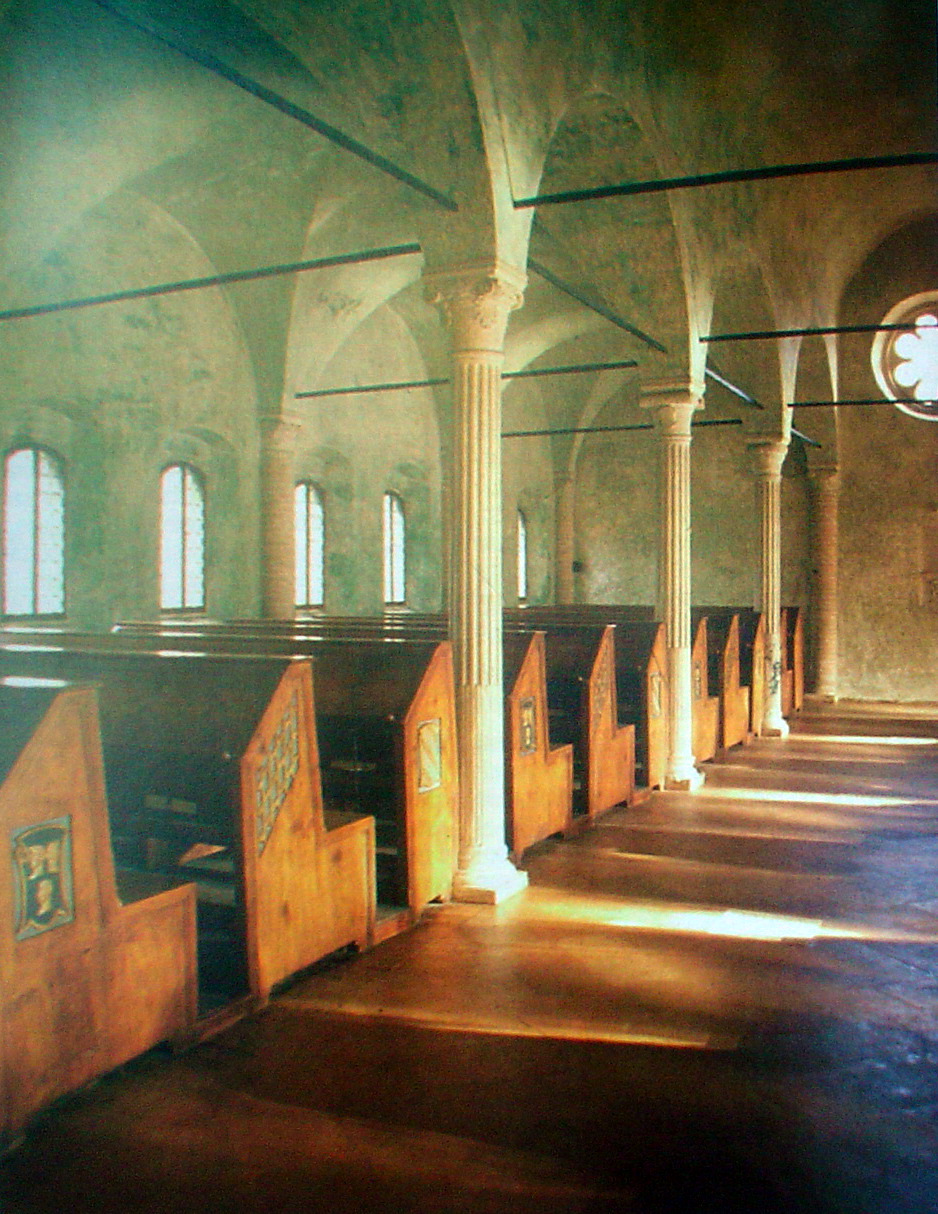
Бібліотека Малатестіана.

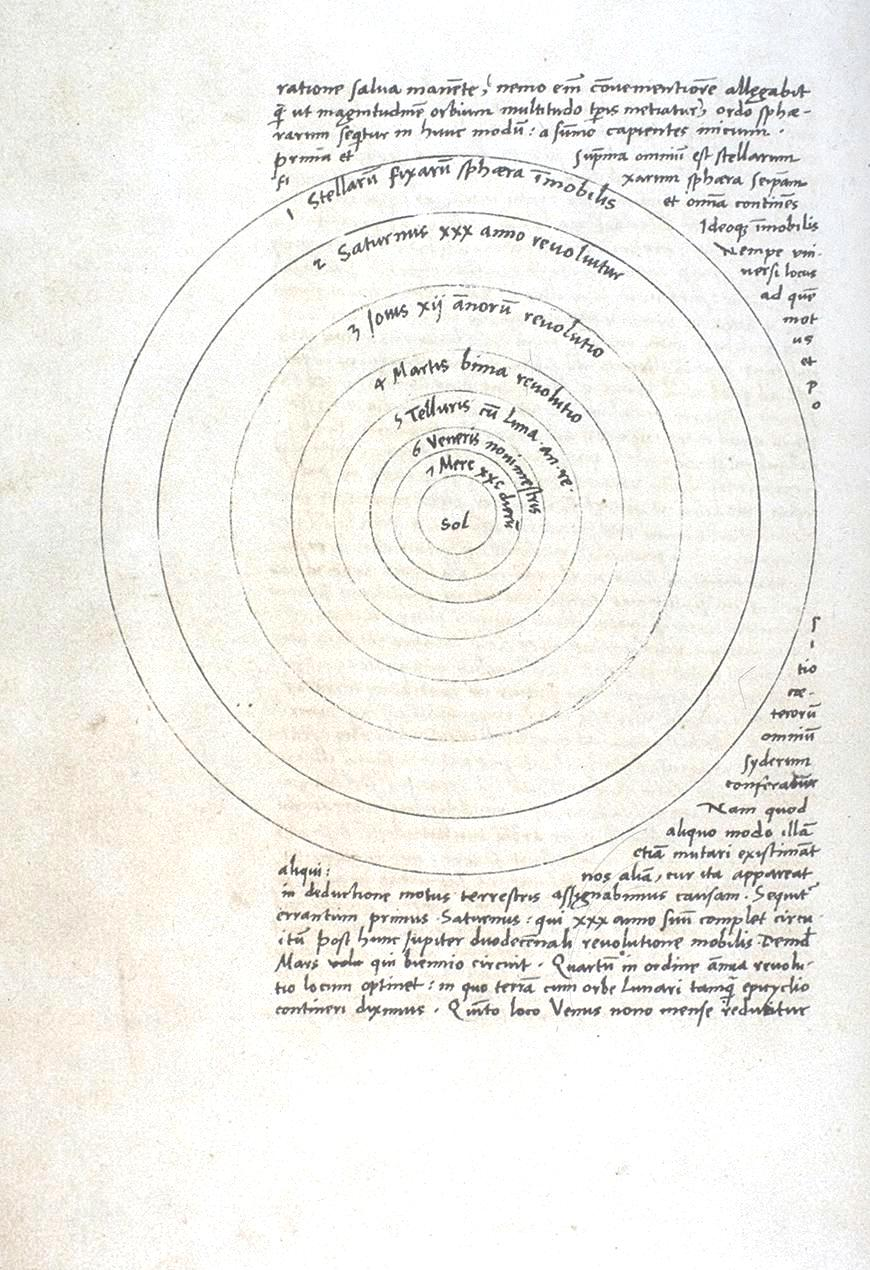
«Про обертання небесних сфер» — основоположна праця геліоцентричної теорії, шедевр астронома Миколи Коперника (1473 — 1543)

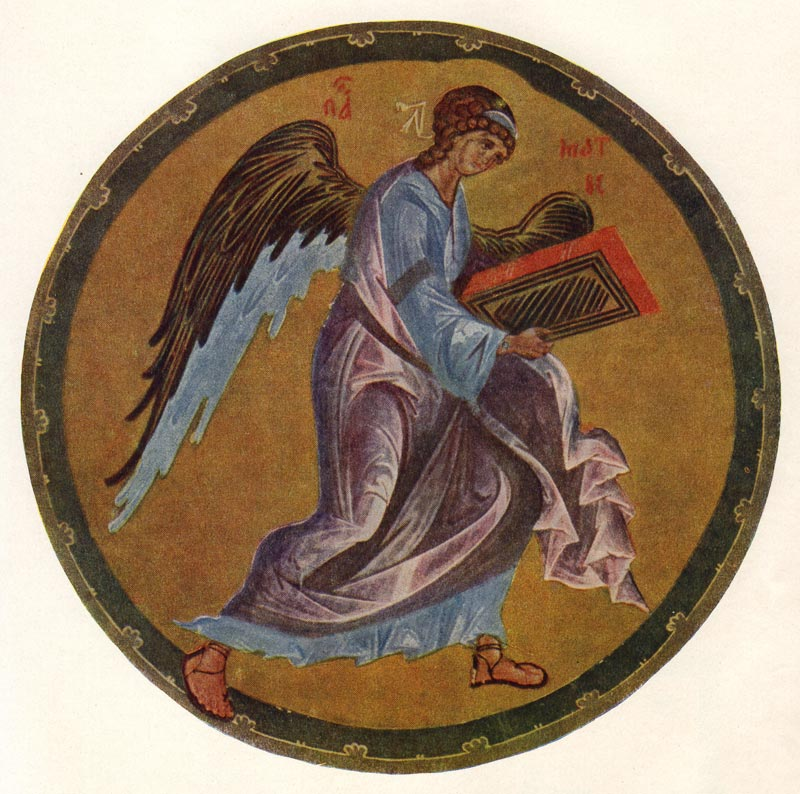
Євангеліє Хитрово дає уявлення про один з етапів розвитку руської літератури XIV століття, традиції переписувачів, поширення церковно-слов'янської мови.

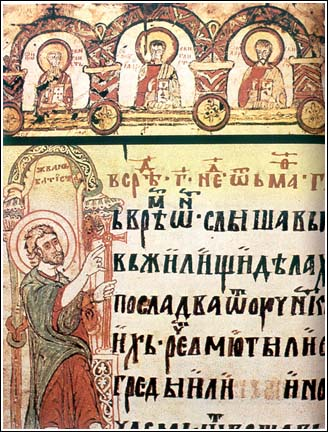
Сербське Мірославово Євангеліє 1180 року містить цікаві мініатюри, що відображають злиття елементів західної (італійської) та східної (візантійської) традицій.

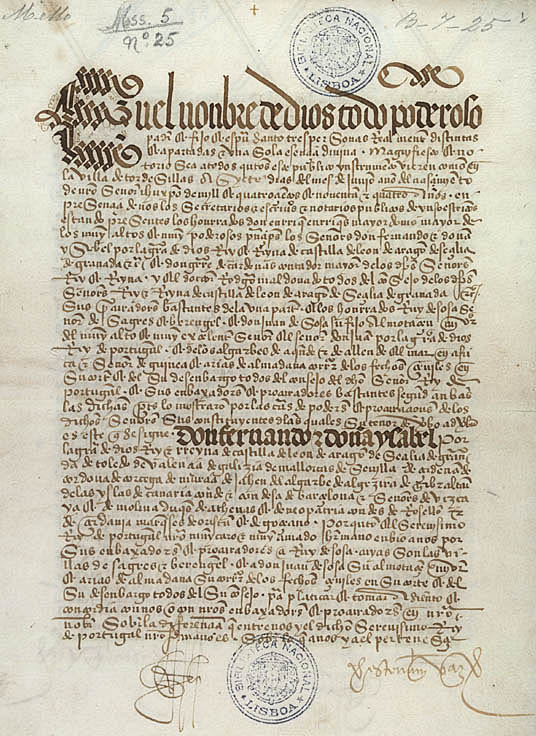
Тордесільяський договір на початку Доби великих географічних відкриттів розділив між Іспанією та Португалією «нововідкриті» землі.

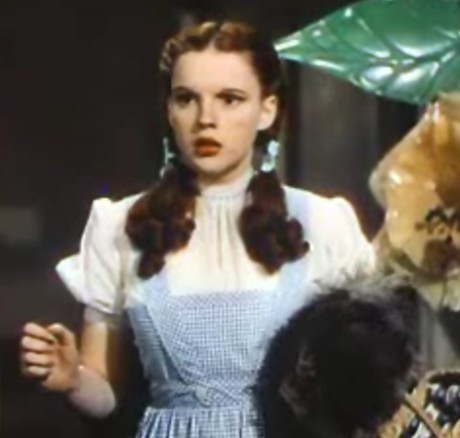
Фільм «Чарівник країни Оз» став кінокласикою, що перейнята надією та любов'ю пісні Дороті Гейл (Джуді Гарленд) «Через веселку».

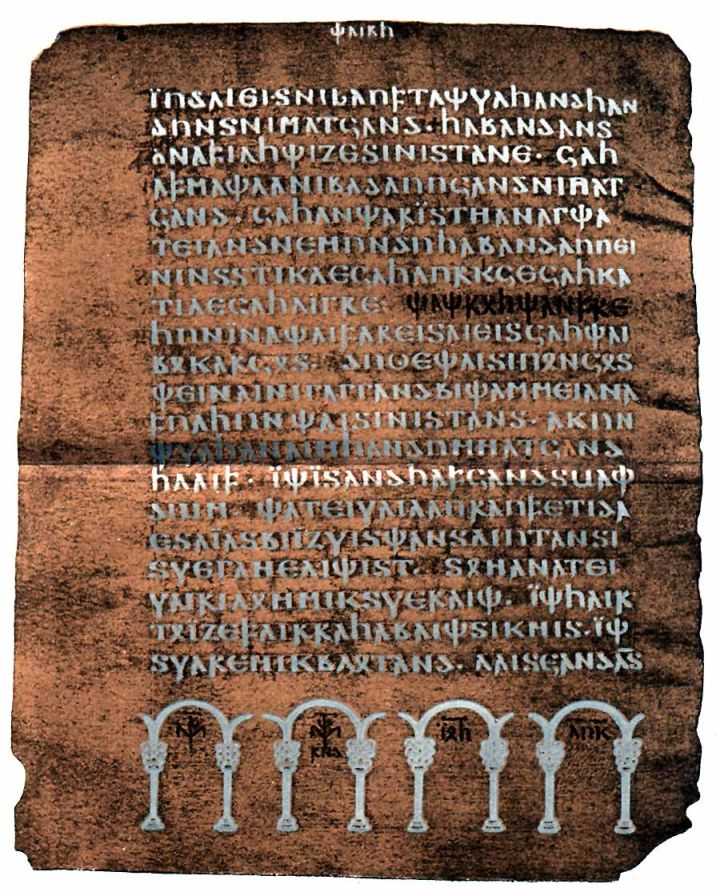
Срібний кодекс — готичний новозавітний рукопис, що містить тексти Євангелія.

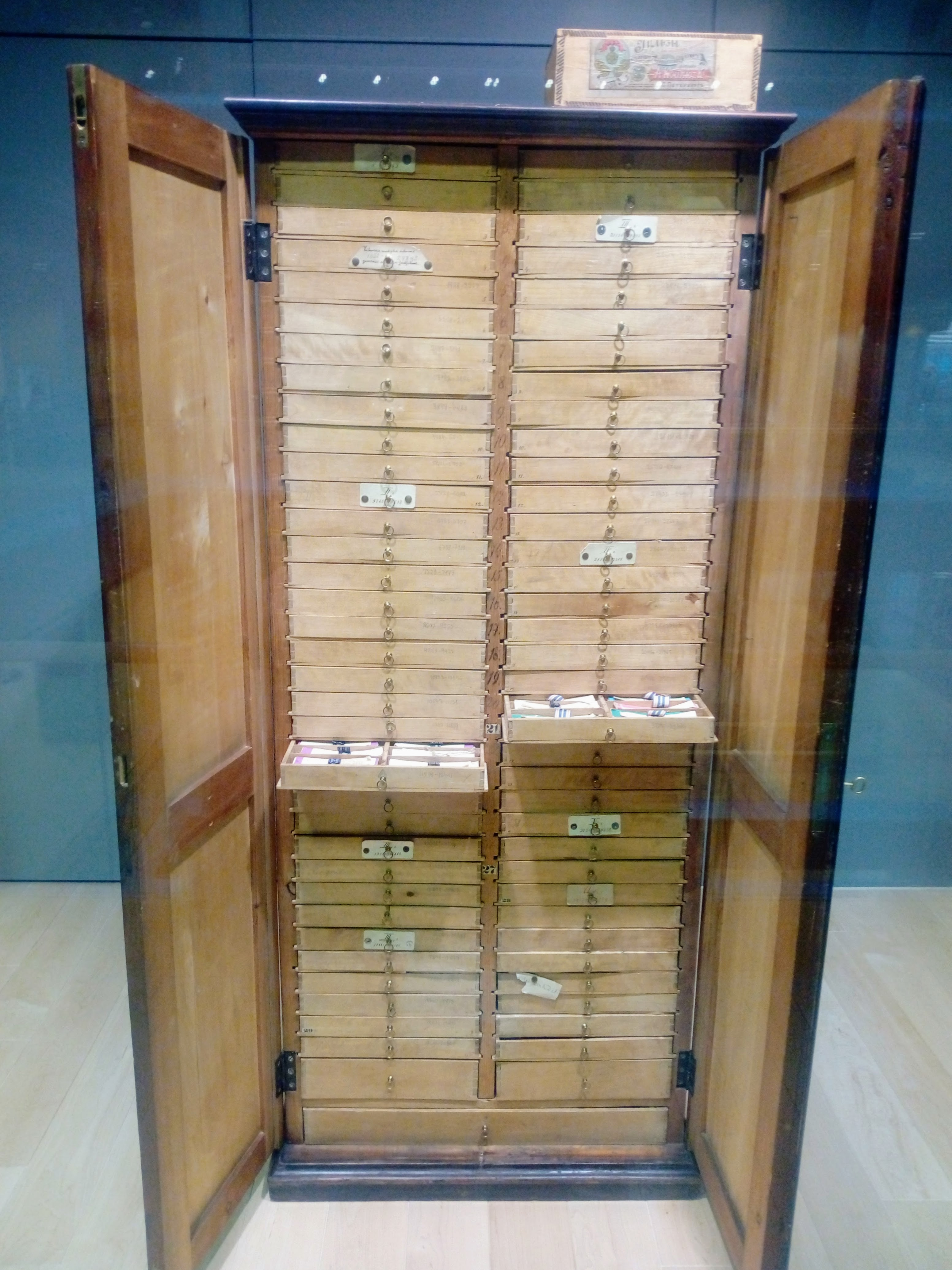
Шафа з дайнами, колекція майже 218 000 текстів латиських дайн

латиських дайн
| Країна/Територія                                                                                   | Документальна спадщина                                                                                           | Рік занесення до списку | Установа збереження (і), розташування (я) | Посилання |
| -------------------------------------------------------------------------------------------------- | --- | ----------------------- | --- | --------- |
| Азербайджан                                                                                        | Середньовічні рукописи з медицини та аптечної справи                                                             | 2005                    | Інститут рукописів Національної академії наук Азербайджану, Баку | [ 7 ]     |
| Албанія                                                                                            | Бератський кодекс                                                                                                | 2005                    | Національні архіви Албанії, Тирана | [ 8 ]     |
| Австрія                                                                                            | Віденський Діоскорид                                                                                             | 1997                    | Австрійська національна бібліотека, Відень | [ 1 ]     |
| Австрія                                                                                            | Підсумковий документ Віденського конгресу                                                                        | 1997                    | Австрійський державний архів, Відень | [ 9 ]     |
| Австрія                                                                                            | Історична колекція (1899—1950) Віденського фонограмархіву                                                        | 1999                    | Австрійська академія наук, Відень | [ 10 ]    |
| Австрія                                                                                            | Зібрання папірусів ерцгерцога Райнера                                                                            | 2001                    | Австрійська національна бібліотека, Вена | [ 11 ]    |
| Австрія                                                                                            | Зібрання Шуберта з Віденської міської бібліотеки                                                                 | 2001                    | Віденська міська бібліотека, Відень | [ 12 ]    |
| Австрія                                                                                            | Космографія Блау з Австрійської національної бібліотеки                                                          | 2003                    | Австрійська національна бібліотека, Відень | [ 13 ]    |
| Австрія                                                                                            | Зібрання Брамса                                                                                                  | 2005                    | Товариство друзів музики, Відень | [ 14 ]    |
| Австрія                                                                                            | Зібрання малюнків готичної архітектури                                                                           | 2005                    | Академія образотворчих мистецтв, Відень | [ 15 ]    |
| Австрія                                                                                            | Пейтингерова таблиця                                                                                             | 2007                    | Австрійська національна бібліотека, Відень | [ 16 ]    |
| Австрія, Франція, Німеччина, Угорщина та Італія                                                    | Зібрання Бібліотеки Корвіна                                                                                      | 2005                    | Різні місця | [ 17 ]    |
| Вірменія                                                                                           | Зібрання рукописів Матенадаран                                                                                   | 1997                    | Інститут стародавніх рукописів Матенадаран, Єреван | [ 18 ]    |
| Білорусь, Фінляндія, Литва, Польща, Росія та Україна                                               | Архіви Радзивіллів та Несвижське бібліотечне зібрання                                                            | 2009                    | Різні сховища | [ 19 ]    |
| Бельгія                                                                                            | Ділові архіви видавництва «Officina Plantiniana»                                                                 | 2001                    | Музей Плантен-Моретюс, Антверпен | [ 20 ]    |
| Бельгія                                                                                            | Антверпенський архів Insolvente Boedeldskamer                                                                    | 2009                    | Муніципальний архів Антверпена, Антверпен | [ 21 ]    |
| Канада                                                                                             | Архіви Компанії Гудзонової затоки                                                                                | 2007                    | Архіви Манітоби, Вінніпег | [ 22 ]    |
| Канада                                                                                             | Зібрання квебекської семінарії (XVII—XIX століття)                                                               | 2007                    | Музей цивілізації, Квебек | [ 23 ]    |
| Канада                                                                                             | Фільм «Сусіди», створений Норманом Маклареном 1952 року                                                          | 2009                    | Канадський національний рада з питань кіно, Монреаль | [ 24 ]    |
| Чехія                                                                                              | Зібрання середньовічних рукописів часів чеської Реформації.                                                      | 2007                    | Чеська національна бібліотека, Прага | [ 25 ]    |
| Чехія                                                                                              | Зібрання російської, української та білоруської емігрантської періодики 1918—1945                                | 2007                    | Чеська національна бібліотека, Прага | [ 26 ]    |
| Данія                                                                                              | Зібрання Ліннея                                                                                                  | 1997                    | Королівська бібліотека Данії, Копенгаген | [ 27 ]    |
| Данія                                                                                              | Рукописи та листування Ганса Християна Андерсена                                                                 | 1997                    | Королівська бібліотека Данії, Копенгаген | [ 28 ]    |
| Данія                                                                                              | Архіви Серена К'єркегора                                                                                         | 1997                    | Королівська бібліотека Данії, Копенгаген | [ 29 ]    |
| Данія                                                                                              | Архіви данських заморських торгових компаній                                                                     | 1997                    | Національний архів Данії, Копенгаген | [ 30 ]    |
| Данія                                                                                              | El Primer Nueva Coronica y Buen Gobierno                                                                         | 2007                    | Королівська бібліотека Данії, Копенгаген | [ 31 ]    |
| Данія                                                                                              | Записи про зундське мито                                                                                         | 2007                    | Національний архіви Данії, Копенгаген | [ 32 ]    |
| Данія та Ісландія                                                                                  | Зібрання рукописів Арнамагнеан                                                                                   | 2009                    | університет Копенгагена, Копенгаген; Ісландський університет, Рейк'явік | [ 33 ]    |
| Естонія, Латвія та Литва                                                                           | Балтійський шлях — живий ланцюг, що з'єднав три держави в їхньому прагненні до свободи                           | 2009                    | різні | [ 34 ]    |
| Фінляндія                                                                                          | Зібрання Адольфа Еріка Норденшельда                                                                              | 1997                    | Університет Гельсінкі, Гельсінкі | [ 35 ]    |
| Франція                                                                                            | Оригінал Декларації прав людини і громадянина (1789—1791)                                                        | 2003                    | Національна бібліотека Франції, Париж | [ 36 ]    |
| Франція                                                                                            | Введення в десяткову метричну систему, 1790—1837                                                                 | 2005                    | Національні архіви Франції, Париж | [ 37 ]    |
| Франція                                                                                            | Фільми братів Люм'єр                                                                                             | 2005                    | Французький кіноархів | [ 38 ]    |
| Франція                                                                                            | Гобелен з Байо                                                                                                   | 2007                    | Центр Вільгельма Завойовника, Байо | [ 39 ]    |
| Франція                                                                                            | Бібліотека цистерціанського абатства Клерво часів П'єра Віре (1472)                                              | 2009                    | різні | [ 40 ]    |
| Франція та Велика Британія                                                                         | Промова 18 червня 1940 року                                                                                      | 2005                    | різні | [ 41 ]    |
| Німеччина                                                                                          | Ранні звукозаписи на фонографічних циліндрах (1893—1952) Берлінського фонограмархіву                             | 1999                    | Етнологічний музей, Берлін | [ 42 ]    |
| Німеччина                                                                                          | Людвіг ван Бетховен — Симфонія № 9, ре мінор, Op. 125                                                            | 2001                    | Державна бібліотека, Берлін | [ 43 ]    |
| Німеччина                                                                                          | Літературна спадщина Гете в Архіві Гете й Шіллера                                                                | 2001                    | Архів Гете й Шіллера, Ваймар | [ 44 ]    |
| Німеччина                                                                                          | Надрукована на пергаменті 42-рядкова Біблія Гутенберга та її документальне тло.                                  | 2001                    | Бібліотека Геттінгенського університету, Геттінген | [ 2 ]     |
| Німеччина                                                                                          | Фільм «Метрополіс» — Sicherungsstück Nr. 1. Негатив та версія, відновлена 2001 року                              | 2001                    | Фонд Фрідріха Вільгельма Мурнау, Вісбаден | [ 45 ]    |
| Німеччина                                                                                          | Ілюміновані рукописи Оттоновського Відродження, створені в монастирі на острові Райхенау (Боденське озеро)       | 2003                    | Різні | [ 46 ]    |
| Німеччина                                                                                          | Дитячі та сімейні казки братів Грімм                                                                             | 2005                    | Музей братів Грімм, Кассель | [ 47 ]    |
| Німеччина                                                                                          | Листування Готфріда Вільгельма Лейбніца в рамках колекції його рукописів                                         | 2007                    | Бібліотека Готфріда Вільгельма Лейбніца, Ганновер | [ 48 ]    |
| Німеччина                                                                                          | Пісня про Нібелунгів, середньовічна епічна поема                                                                 | 2009                    | Різні | [ 49 ]    |
| Німеччина та США                                                                                   | Карта Вальдземюллера. Карта світу, створена за методом Птолемея та доповнена новими землями від Америго Веспуччі | 2005                    | Бібліотека Конгресу, Вашингтон | [ 50 ]    |
| Угорщина                                                                                           | Патент 1926 Кальмана Тіханя на «Радіоскоп»                                                                       | 2001                    | Національний архів Угорщини, Будапешт | [ 51 ]    |
| Угорщина                                                                                           | Tabula Hungariae                                                                                                 | 2007                    | Національна бібліотека Сечені, Будапешт | [ 52 ]    |
| Угорщина                                                                                           | Больяй Янош: Appendix, scientiam spatii absolute veram exhibens. Марошвашархей, 1832                             | 2009                    | Бібліотека Угорської академії наук, Будапешт | [ 53 ]    |
| Угорщина                                                                                           | Архіви Чома | 2009                    | Бібліотека Угорської академії наук, Будапешт | [ 54 ]    |
| Індія, Індонезія, Нідерланди, ПАР, Шрі-Ланка                                                       | Архіви Голландської Ост-Індської компанії                                                                        | 2003                    | різні | [ 55 ]    |
| Італія                                                                                             | Бібліотека Малатестіана                                                                                          | 2005                    | Нова Бібліотека Малатестіана, Чезена | [ 56 ]    |
| Латвія                                                                                             | Шафа з дайнами                                                                                                   | 2001                    | Латвійська національна бібліотека, Рига | [ 57 ]    |
| Люксембург                                                                                         | Експозиція «The Family of Man»                                                                                   | 2003                    | Музей Клерво, Клерво | [ 3 ]     |
| Нідерланди                                                                                         | Бібліотека Ец Хаїм — Livraria Montezinos                                                                         | 2003                    | Португало-єврейська семінарія Ец Хаїм, Амстердам | [ 58 ]    |
| Нідерланди                                                                                         | Щоденник Анни Франк                                                                                              | 2009                    | Будинок-музей Анни Франк, Амстердам | [ 59 ]    |
| Нідерландські Антильські острови                                                                   | Перший катехізис, написаний мовою пап'яменто                                                                     | 2009                    | Національний архів Нідерландських Антильських островів, Віллемстад | [ 60 ]    |
| Норвегія                                                                                           | Лепрові архіви Бергена                                                                                           | 2001                    | Міський та регіональний архів Бергена, Берген | [ 61 ]    |
| Норвегія                                                                                           | Ляльковий дім Генріка Ібсена                                                                                     | 2001                    | Норвезька національна бібліотека, Осло | [ 62 ]    |
| Норвегія                                                                                           | Матеріали антарктичної експедиції (1910—1912) Руаля Амундсена                                                    | 2005                    | Норвезький інститут кіно, Осло; Норвезька національна бібліотека, Рана | [ 63 ]    |
| Польща                                                                                             | «Про обертання небесних сфер» Миколи Коперника                                                                   | 1999                    | Бібліотека Ягеллонського університету, Краків | [ 64 ]    |
| Польща                                                                                             | Архів Рінгельблюма — архіви Варшавського гетто, зібрані єврейським істориком Емануелем Рінгельблюмом             | 1999                    | Єврейський історичний інститут, Варшава | [ 65 ]    |
| Польща                                                                                             | Шедеври Фридерика Шопена                                                                                         | 1999                    | Товариство Фридерика Шопена, Варшава | [ 66 ]    |
| Польща                                                                                             | Варшавська конфедерація 28 січня 1573: гарантія релігійної терпимості                                            | 2003                    | Центральний архів історичних записів, Варшава | [ 67 ]    |
| Польща                                                                                             | «Двадцять одна вимога», Гданськ, серпня 1980. Народження широкого громадського руху «Солідарність»               | 2003                    | Польський морський музей, Гданськ | [ 68 ]    |
| Польща                                                                                             | Архіви Едукаційної комісії                                                                                       | 2007                    | Різні | [ 69 ]    |
| Польща                                                                                             | Архіви Інституту літератури в Парижі (1946—2000)                                                                 | 2009                    | Об'єднання Інституту літератури «Культура», Париж | [ 70 ]    |
| Польща, Росія, Словенія                                                                            | Супрасльський рукопис — березнева мінея                                                                          | 2007                    | Різні | [ 71 ]    |
| Португалія                                                                                         | Лист Перу Ваш де Каміньї                                                                                         | 2005                    | Національний архів вежі Томбо, Лісабон | [ 72 ]    |
| Португалія                                                                                         | Corpo Cronológico (зібрання рукописів, пов'язаних з португальськими відкриттями)                                 | 2007                    | Інститут національного архіву, Лісабон | [ 73 ]    |
| Росія                                                                                              | Архангельське Євангеліє 1092                                                                                     | 1997                    | Російська державна бібліотека, Москва | [ 74 ]    |
| Росія                                                                                              | Євангеліє Хитрово                                                                                                | 1997                    | Російська державна бібліотека, Москва | [ 4 ]     |
| Росія                                                                                              | Слов'янські кириличні видання XV століття                                                                        | 1997                    | Російська державна бібліотека, Москва | [ 75 ]    |
| Росія                                                                                              | Зібрання газет                                                                                                   | 1997                    | Російська державна бібліотека, Москва | [ 76 ]    |
| Росія                                                                                              | Зібрання карт Російської імперії XVIII століття                                                                  | 1997                    | Російська державна бібліотека, Москва | [ 77 ]    |
| Росія                                                                                              | Російські плакати кінця XIX, початку XX століть                                                                  | 1997                    | Російська державна бібліотека, Москва | [ 78 ]    |
| Росія                                                                                              | Санкт-петербурзьке Зібрання історичних фонограм (1889—1955)                                                      | 2001                    | Інститут російської літератури та Російська академія наук, Санкт-Петербург | [ 79 ]    |
| Сербія                                                                                             | Архів Ніколи Тесла                                                                                               | 2003                    | Музей Ніколи Тесли, Белград | [ 80 ]    |
| Сербія                                                                                             | Мірославово Євангеліє — рукопис 1180                                                                             | 2005                    | Сербський національний музей, Белград | [ 5 ]     |
| Словаччина                                                                                         | Ілюміновані кодекси з бібліотеки будинку голови Братислави                                                       | 1997                    | Словацький національний архів, Братислава | [ 81 ]    |
| Словаччина                                                                                         | Зібрання ісламських рукописів Сафвет-бег Башагіча                                                                | 1997                    | Університетська бібліотека, Братислава | [ 82 ]    |
| Словаччина                                                                                         | Гірничопрохідницькі карти та плани головного залу в Банській-Штявниці                                            | 2007                    | Центральний державний гірничий архів, Банська-Штявниця | [ 83 ]    |
| Іспанія                                                                                            | Договір в Санта-Фе                                                                                               | 2009                    | Архів Корони Арагона, Барселона | [ 84 ]    |
| Іспанія та Португалія                                                                              | Тордесільяський договір                                                                                          | 2007                    | Архів Індій, Севілья; Національний архів вежі Томбо, Лісабон | [ 85 ]    |
| Швеція                                                                                             | Архіви Астрід Ліндгрен                                                                                           | 2005                    | Центр історії науки, Стокгольм | [ 86 ]    |
| Швеція                                                                                             | Зібрання Еммануїла Сведенборга                                                                                   | 2005                    | Шведська національна бібліотека, Стокгольм | [ 87 ]    |
| Швеція                                                                                             | Архіви Інгмара Бергмана                                                                                          | 2007                    | Шведський інститут кінематографії, Стокгольм | [ 88 ]    |
| Швеція                                                                                             | Архіви родини Альфреда Нобеля                                                                                    | 2007                    | Регіональний архів Лунда, Лунд; Шведський національний архів, Стокгольм | [ 89 ]    |
| Туреччина                                                                                          | Клинописні таблички хеттів — Богазкейський архів                                                                 | 2001                    | Археологічний музей Стамбула, Стамбул; Музей анатолійських цивілізацій, Анкара                                                                                                  | [ 90 ]    |
| Туреччина                                                                                          | Рукописи обсерваторії Канділлі та Інституту дослідження землетрусів                                              | 2001                    | Університет Богазічі, Обсерваторія Канділлі та Інститут дослідження землетрусів, Стамбул                                                                                        | [ 91 ]    |
| Туреччина                                                                                          | Праці Ібн Сини в бібліотеці рукописів Сулейманіє                                                                 | 2003                    | Директорат бібліотеки рукописів Сулейманіє, Стамбул | [ 92 ]    |
| Україна                                                                                            | Зібрання єврейського музичного фольклору (1912—1947)                                                             | 2005                    | Національна бібліотека України імені В. І. Вернадського, Київ | [ 93 ]    |
| Велика Британія                                                                                    | Фільм «Битва на Соммі»                                                                                           | 2005                    | Імперський військовий музей, Лондон | [ 94 ]    |
| Велика Британія                                                                                    | Герефордська карта                                                                                               | 2007                    | Трест Герефордської карти, Герефорд | [ 95 ]    |
| Велика Британія                                                                                    | Велика хартія вольностей, випущена 1215 року                                                                     | 2009                    | Різні | [ 96 ]    |
| США                                                                                                | Фільм «Чарівник країни Оз» (реж. Віктор Флемінг, 1939) виробництва Metro-Goldwyn-Mayer                           | 2007                    | George Eastman House, Рочестер | [ 6 ]     |
| США                                                                                                | Зібрання фільмів Джона Маршалла про племена бушменів жу-уансі, 1950—2000                                         | 2009                    | Смітсонівський інститут, Саітленд-Сілвер-Хілл | [ 97 ]    |
| Вірменія                                                                                           | Перший Бюраканськой огляд (FBS, або огляд Маркаряна)                                                             | 2011                    | Бюраканська астрофізична обсерваторія (БАО), Національна академія наук Республіки Вірменія (НАН РА), Бюракан                                                                    | [ 98 ]    |
| Нідерланди, Кюрасао та Суринам                                                                     | Архів Мідделбурзької торгової компанії (Middelburgsche Commercie Compagnie, MCC)                                 | 2011                    | Zeeuws Archief (Зеландський архівний центр), Мідделбург | [ 99 ]    |
| Польща                                                                                             | Архів Бюро реконструкції Варшави (Biuro Odbudowy Stolicy, BOS)                                                   | 2011                    | Державний архів Варшави (APW), Варшава | [ 100 ]   |
| Австрія                                                                                            | Спадщина Арнольда Шенберга                                                                                       | 2011                    | Arnold Schönberg Center Private Foundation, Відень | [ 101 ]   |
| Франція                                                                                            | Реєстр Баньєр (Шатле, Париж) часів правління Франциска I (Національний Архів, Серія Y9)                          | 2011                    | Національні архіви Франції, Париж | [ 102 ]   |
| Франція                                                                                            | Бібліотека Беатуса Ренануса                                                                                      | 2011                    | Бібліотека гуманістів, Селеста | [ 103 ]   |
| Німеччина                                                                                          | Патент Карла Бенца № DRP 37435 на «Транспортний засіб, що працює на газовому моторі», 1886                       | 2011                    | Колекція Daimler AG, Штутгарт | [ 104 ]   |
| Ірландія                                                                                           | Келлська книга                                                                                                   | 2011                    | Бібліотека Триніті-коледжу, Дублін | [ 105 ]   |
| Швеція                                                                                             | Codex Argenteus — «Срібна Біблія»                                                                                | 2011                    | Бібліотека Уппсальского університету, Уппсала | [ 106 ]   |
| Чехія                                                                                              | Колекція з 526 гравюр — університетських тез 1637—1754 р.                                                        | 2011                    | Національна бібліотека Чехії, Прага | [ 107 ]   |
| Німеччина                                                                                          | Спорудження й падіння Берлінського муру та Договір Два плюс чотири 1990                                          | 2011                    | Різні | [ 108 ]   |
| Нідерланди                                                                                         | Колекція Десмет                                                                                                  | 2011                    | EYE Film Instituut Nederland, Амстердам | [ 109 ]   |
| Нідерланди, Бразилія, Гана, Гаяна, Нідерландські Антильські острови, Суринам, Велика Британія, США | Архіви Голландської Вест-Індської компанії (Westindische Compagnie)                                              | 2011                    | Albany County Hall of Records і Муніципальний архів, Нью-Йорк; Національні архіви країн-номінаторов                                                                             | [ 110 ]   |
| Болгарія                                                                                           | Енінський апостол (Enina Apostolos), фрагмент кириличного рукопису XI століття на староболгарською               | 2011                    | Національна бібліотека Св. Кирила та Мефодія, Софія | [ 111 ]   |
| Португалія                                                                                         | Перший політ через Південний Атлантичний океан 1922 року                                                         | 2011                    | Arquivo Histórico da Marinha, Лісабон | [ 112 ]   |
| Грузія                                                                                             | Грузинські візантійські рукописи                                                                                 | 2011                    | Грузинський національний центр рукописів, Тбілісі | [ 113 ]   |
| Велика Британія                                                                                    | Історико-етнографічні записи 1898—1951 р.р. в Британській бібліотеці                                             | 2011                    | Британська бібліотека, Лондон | [ 114 ]   |
| Швейцарія                                                                                          | Зібрання Жана-Жака Руссо в Женеві та Невшателі                                                                   | 2011                    | Женевська бібліотека (BGE) та Товариство Жана-Жака Руссо (SJJR), Женева; Публічна та університетська бібліотека Невшателя (BPUN) та Асоціація Жана-Жака Руссо (AJJR), Невшатель | [ 115 ]   |
| Нідерланди, Індонезія                                                                              | Ла Галіго | 2011                    | Музей Ла Галіго, Макасар; Бібліотека Лейденського університету, Лейден | [ 116 ]   |
| США                                                                                                | Матеріали програми «Landsat»: записи сенсорів мультиспектрального сканера (MSS)                                  | 2011                    | Геологічна служба США (USGS), Рестон | [ 117 ]   |
| Італія                                                                                             | Історичні єпархіальні архіви Лукки (ASDLU): документи раннього Середньовіччя                                     | 2011                    | Архиєпархія Лукки, Лукка | [ 118 ]   |
| Австрія                                                                                            | Майнцький Псалтир з Австрійської національної бібліотеки                                                         | 2011                    | Австрійська національна бібліотека, Відень | [ 119 ]   |
| Данія                                                                                              | MS. GKS 4 2 °, vol. I—III, Biblia Latina («Гамбурзька Біблія», або «Біблія Бертольдуса»)                         | 2011                    | Королівська бібліотека Данії, Копенгаген | [ 120 ]   |
| Росія                                                                                              | Остромирове Євангеліє (1056—1057)                                                                                | 2011                    | Російська національна бібліотека, Санкт-Петербург | [ 121 ]   |
| Швеція                                                                                             | Архів Стокгольмського комітету з міського плануванні                                                             | 2011                    | Стокгольмський міський архів, Стокгольм | [ 122 ]   |
| Росія                                                                                              | Особиста бібліотека Льва Толстого та колекція рукописів, фотографій та фільмів.                                  | 2011                    | Музей-садиба Льва Толстого в Ясній Поляні; Державний музей Л. Н. Толстого, Москва                                                                                               | [ 123 ]   |
| Норвегія                                                                                           | Архіви Тура Хейєрдала                                                                                            | 2011                    | Музей Кон-Тікі, Осло; сім'я Хейєрдала та Норвезька національна бібліотека, Осло                                                                                                 | [ 124 ]   |